# Raúl García
Raúl García Escudero, född 11 juli 1986 i Pamplona, Spanien, är en spansk fotbollsspelare som spelar för spanska Athletic Bilbao i La Liga.

## Atletico Madrid
- La Liga: 2013/2014
- UEFA Europa League: 2009/2010
- Spanska cupen: 2012/2013
- Spanska supercupen: 2014
- UEFA Super Cup: 2010, 2012